# Illes Kamennie
Les illes Kamennie (en rus: Острова Каменные) és una petit arxipèlag deshabitat que es troba al mar de Kara. Administrativament pertanyen al krai de Krasnoiarsk de la Federació Russa. Formen part de la Gran Reserva Natural de l’Àrtic.
Les illes es troben a la costa de Sibèria, a l'oest de la desembocadura del riu Piassina. Estan cobertes de vegetació de tundra. El mar que envolta les Illes Kírov està cobert de gel marí amb algunes polínies durant l'hivern. Aquest gel es conserva, fraccionat, durant l'estiu. Això fa que les illes estiguin connectades amb el continent durant els llargs hiverns. El clima és sever i els estius només duren uns dos mesos.
Les illes principals són (d'est a oest):
- Morjovo, amb un diàmetre de només 4 km, és la més propera a la terra. Es troba a uns 11 km de la costa siberiana.
- Rastorgúiev, llarga i estreta, té una longitud d'uns 15 km.
- Vostotxni. la més gran del grup, amb 17 km de llargada i 9 d'amplada.
- Zapadni. La més occidental del grup. Té forma circular, amb uns 8,5 km de diàmetre i 159 msnm com a cota màxima

## Història
El geòleg rus Eduard von Toll va explorar tota la zona durant la seva última aventura, l'expedició russa de l'Àrtida del 1900 al 1903.